# Nodotia gomezii
Nodotia gomezii är en svampart som först beskrevs av S.E. López & J.E. Wright, och fick sitt nu gällande namn av Hjortstam & Ryvarden 2004. Nodotia gomezii ingår i släktet Nodotia och familjen Meruliaceae.   Inga underarter finns listade i Catalogue of Life.